# فرودگاه سندی
فرودگاه سندی (به انگلیسی: Sanday Airport) یک فرودگاه خصوصی با کد یاتا NDY است . این فرودگاه در کشور اسکاتلند قرار دارد و در ارتفاع ۲۰ متری از سطح دریا واقع شده‌است.

## شرکت‌های هواپیمایی و مقصدهای پروازی
| شرکت‌های هواپیمایی | مقصدهای پروازی   |
| ----------------- | ---------------- |
| Loganair          | کرکوال، استرونسی |